# Гнідавське болото (заказник)
Гніда́вське боло́то — загальнозоологічний заказник місцевого значення в Україні. Розташований у межах Луцького району Волинської області та міста Луцька (між селом Рованці, мікрорайоном Гнідава і центральною частиною Луцька).
Площа 116,6 га. Статус надано в 1995 році за розпорядженням облдержадміністрації від 12.12.1995 № 213. Перебуває у віданні КП «Парки та сквери м. Луцька» та Боратинської сільської територіальної громади.
Гідрологічно зв'язаний системою меліоративних каналів із річкою Стир.
Створений з метою збереження частини заболоченої заплави річки Стир із старицями та лучною рослинністю. Тут зростають: рогіз широколистий, очерет звичайний, осока, верба біла.
Тваринний світ заказника представлений такими видами: синиця велика і вусата, дрізд співочий, зозуля звичайна, шпак звичайний, зяблик, вівсянка звичайна, крижень, погонич малий, черепаха болотна, заєць сірий, ласиця мала, лисиця звичайна. Трапляються рідкісні види, занесені до Червоної книги України та міжнародні природоохоронні списки: видра річкова, горностай, лунь польовий.

## Галерея

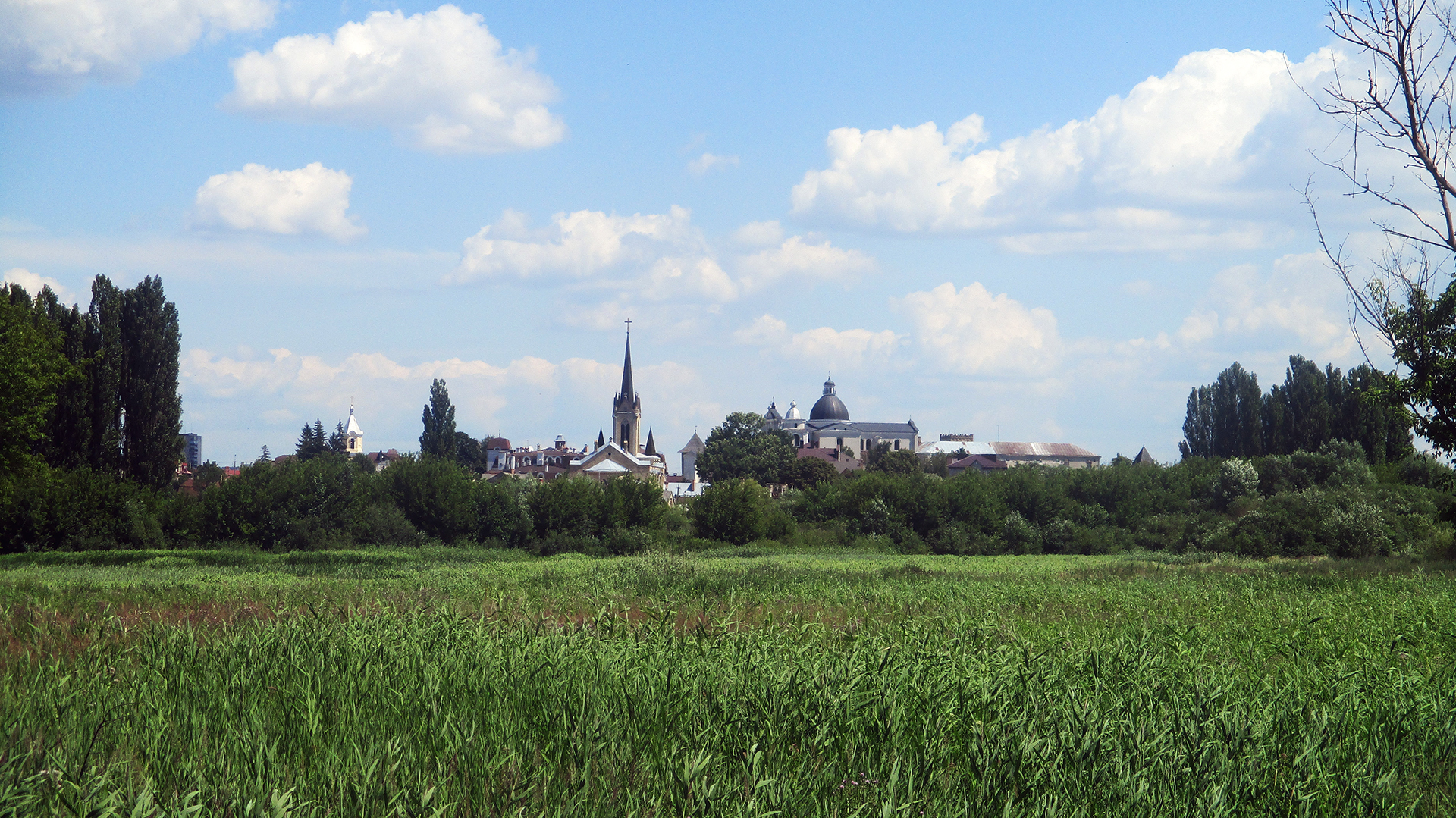
Вид на історичну частину Луцька з Гнідавського болота, 2017 р.
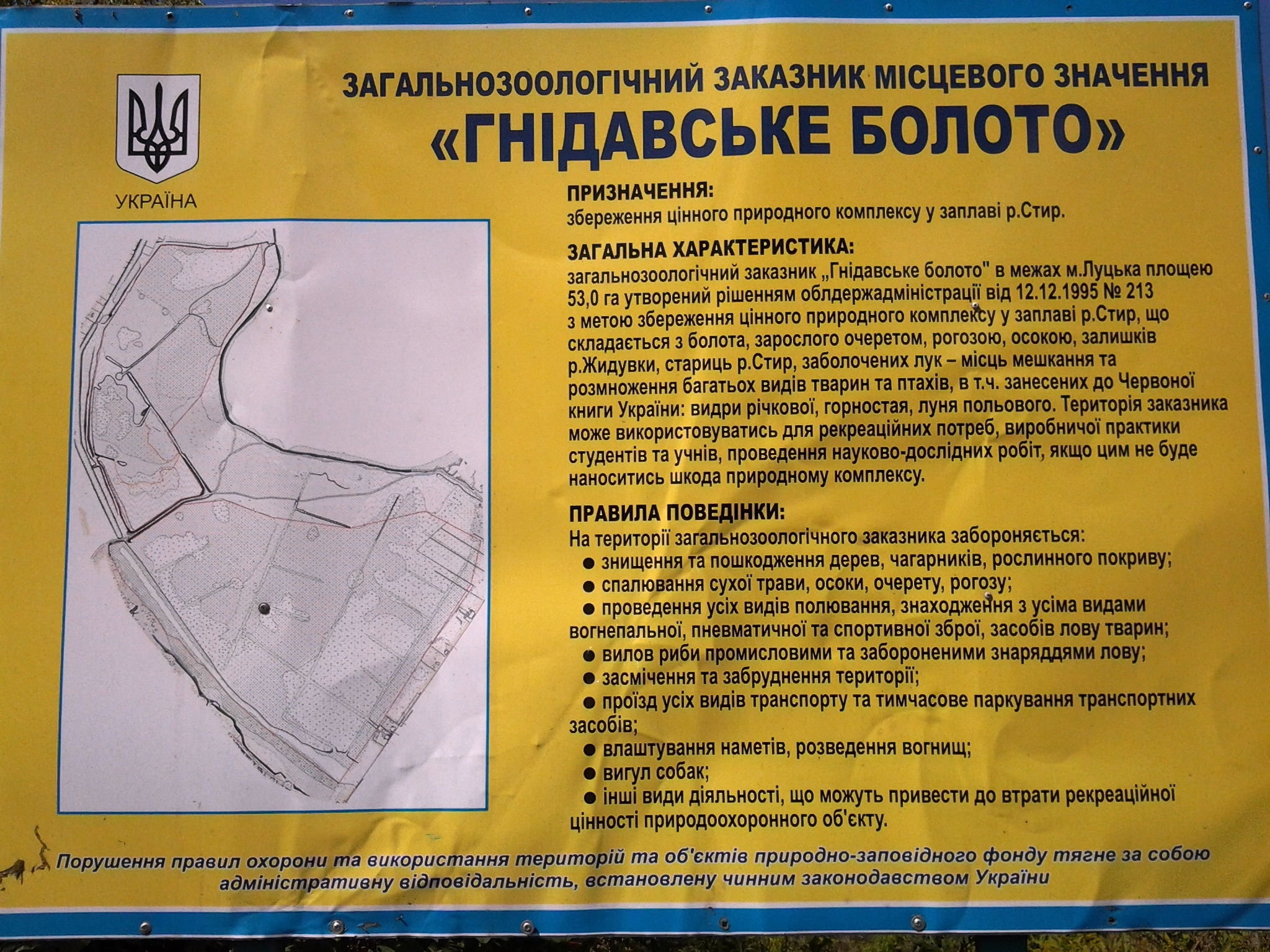
Офіційний інформаційний плакат, 2016 р.
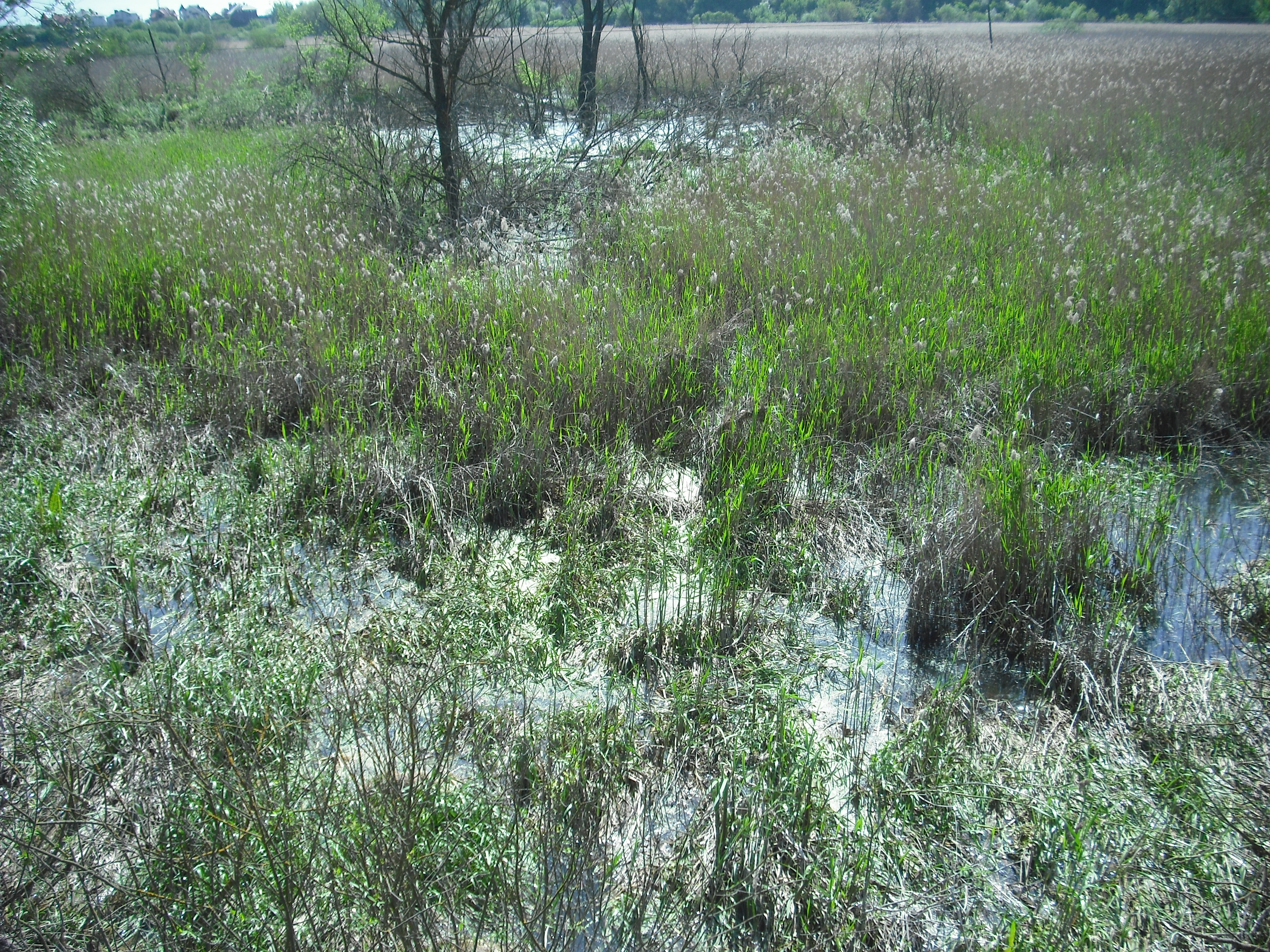
Зарості очерету, 2016 р.
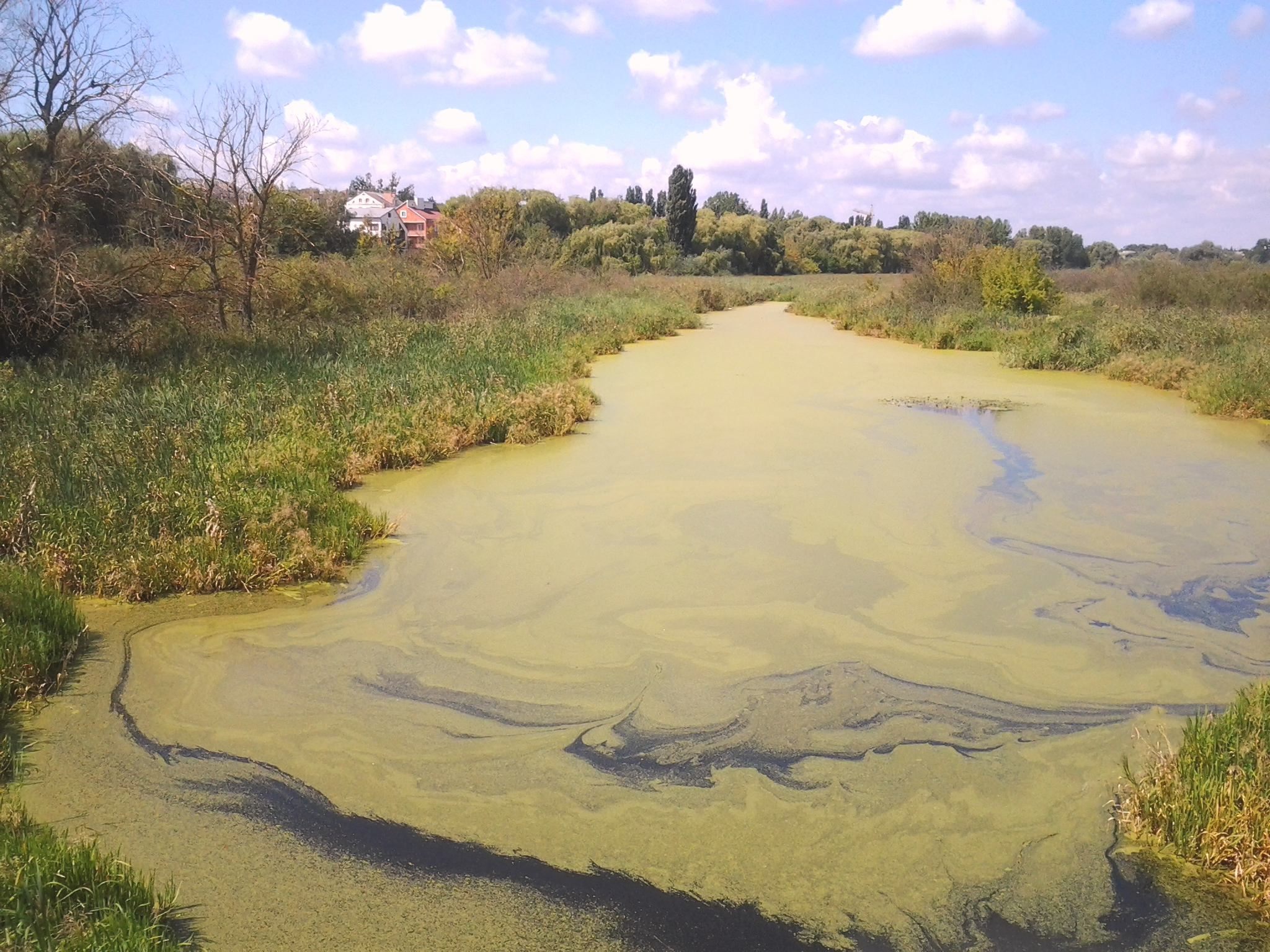
Канал у болоті, 2016 р.
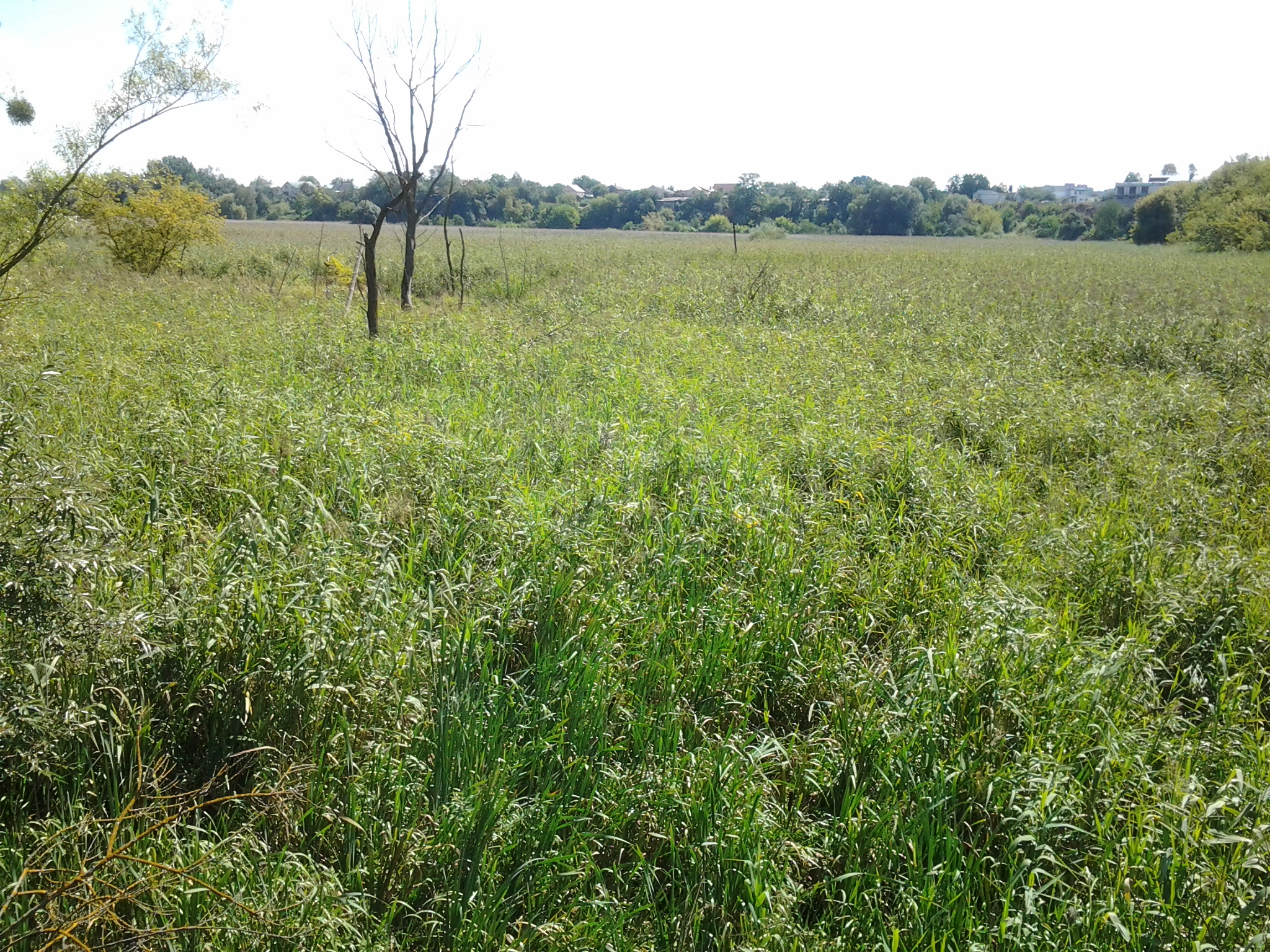
Зарості очерету, 2016 р.
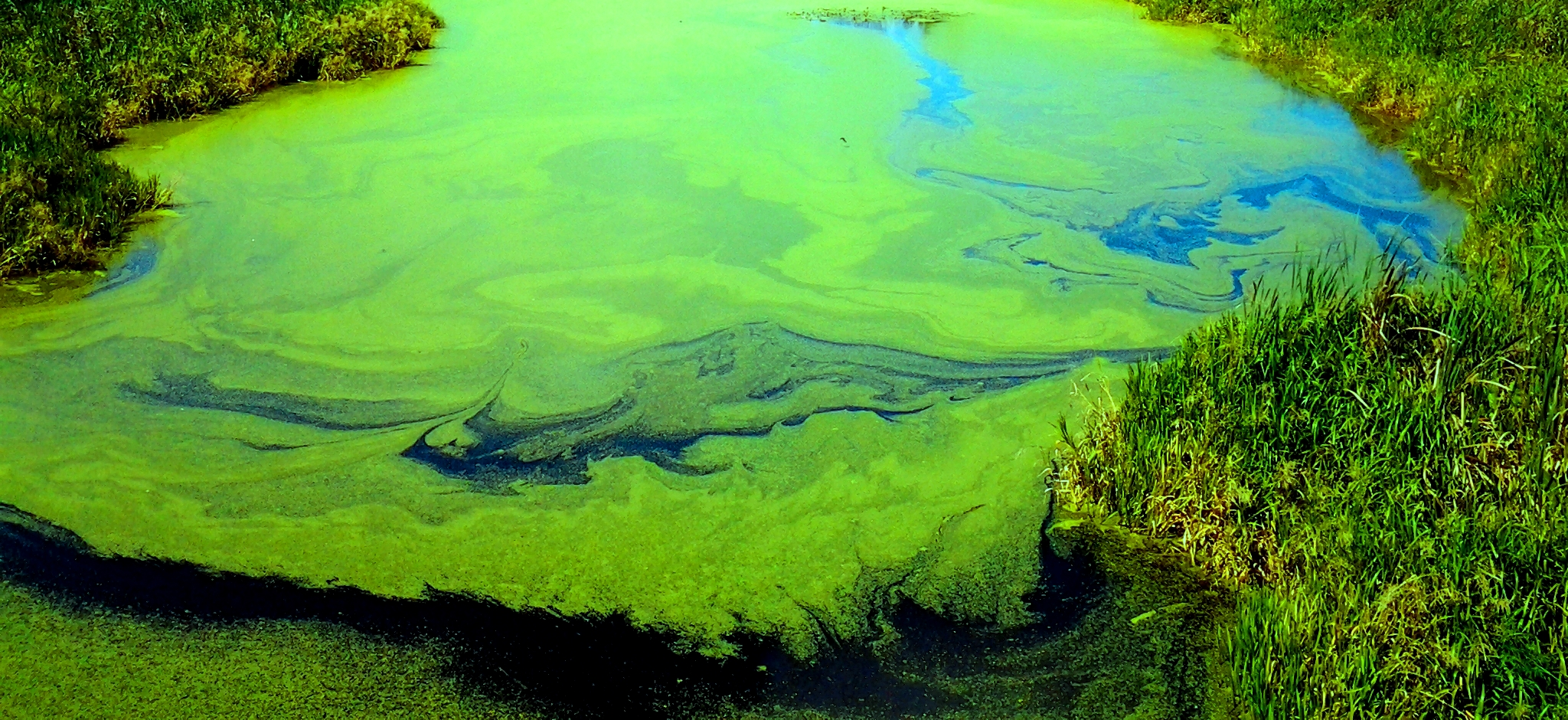
Цвітіння болотної води, 2016 р.
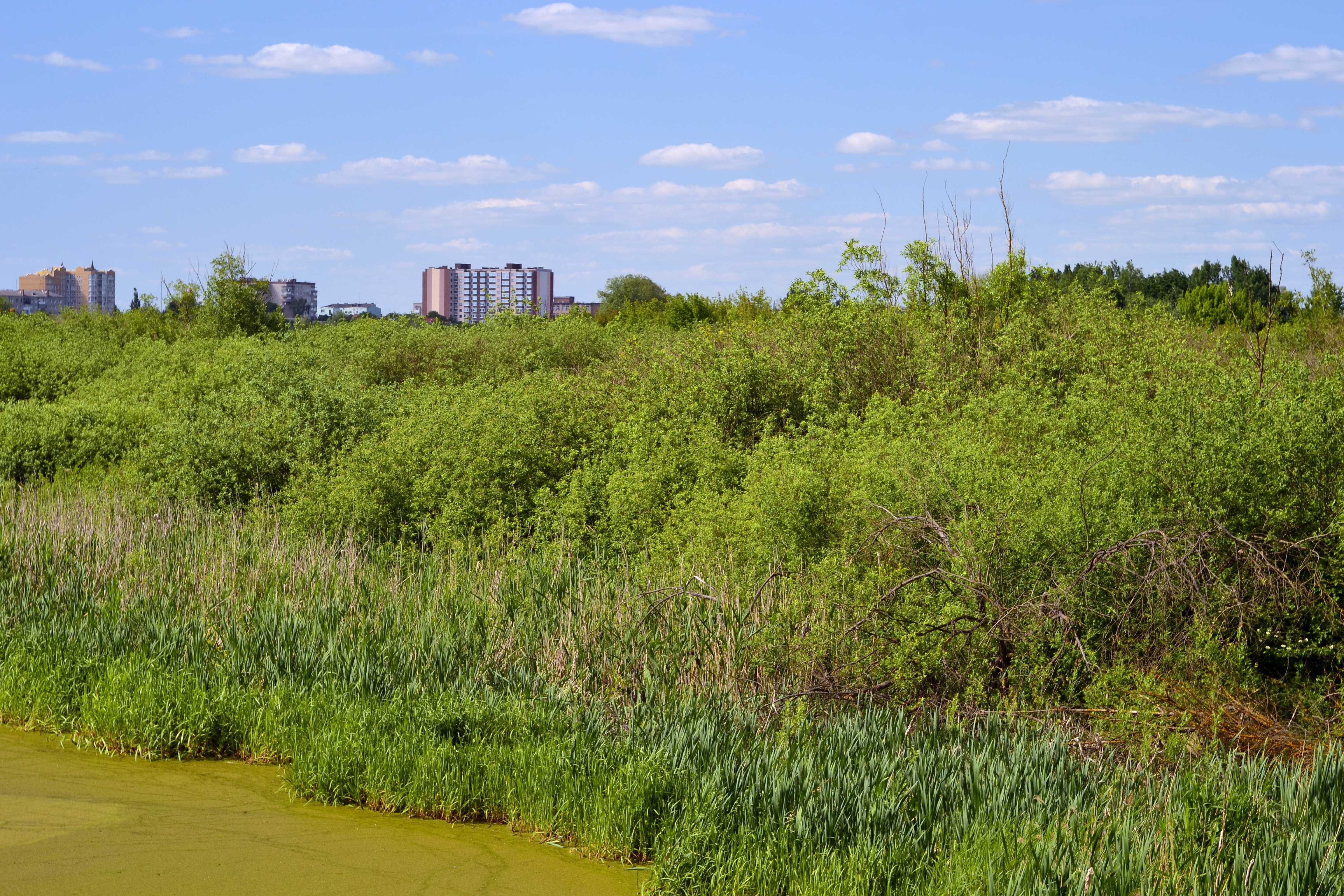
Вигляд з мосту по вул. Гнідавська на сучасну забудову центру, 2018 р.
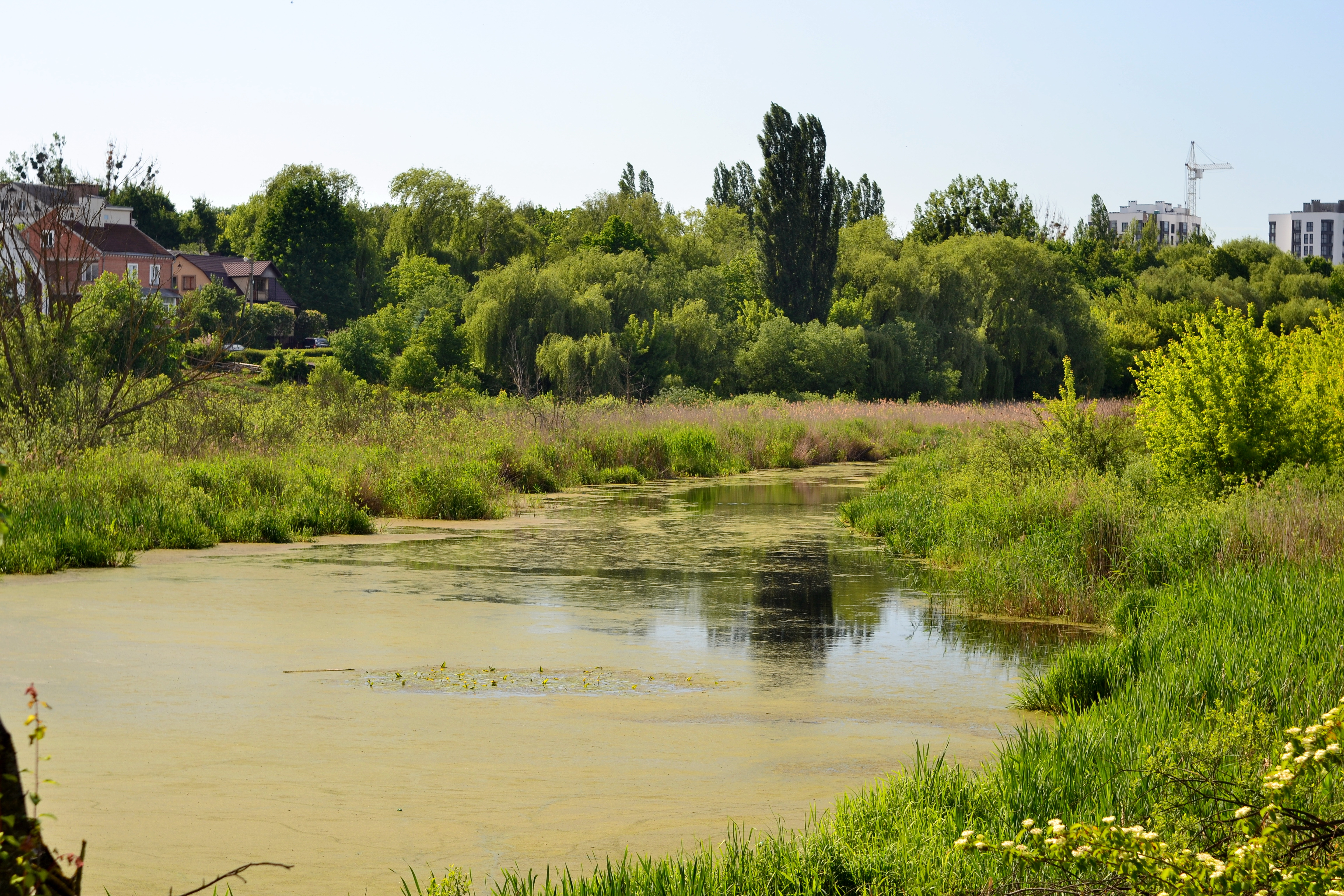
Вигляд з мосту по вул. Гнідавська на край забудови по вул. Цегельна, 2018 р.
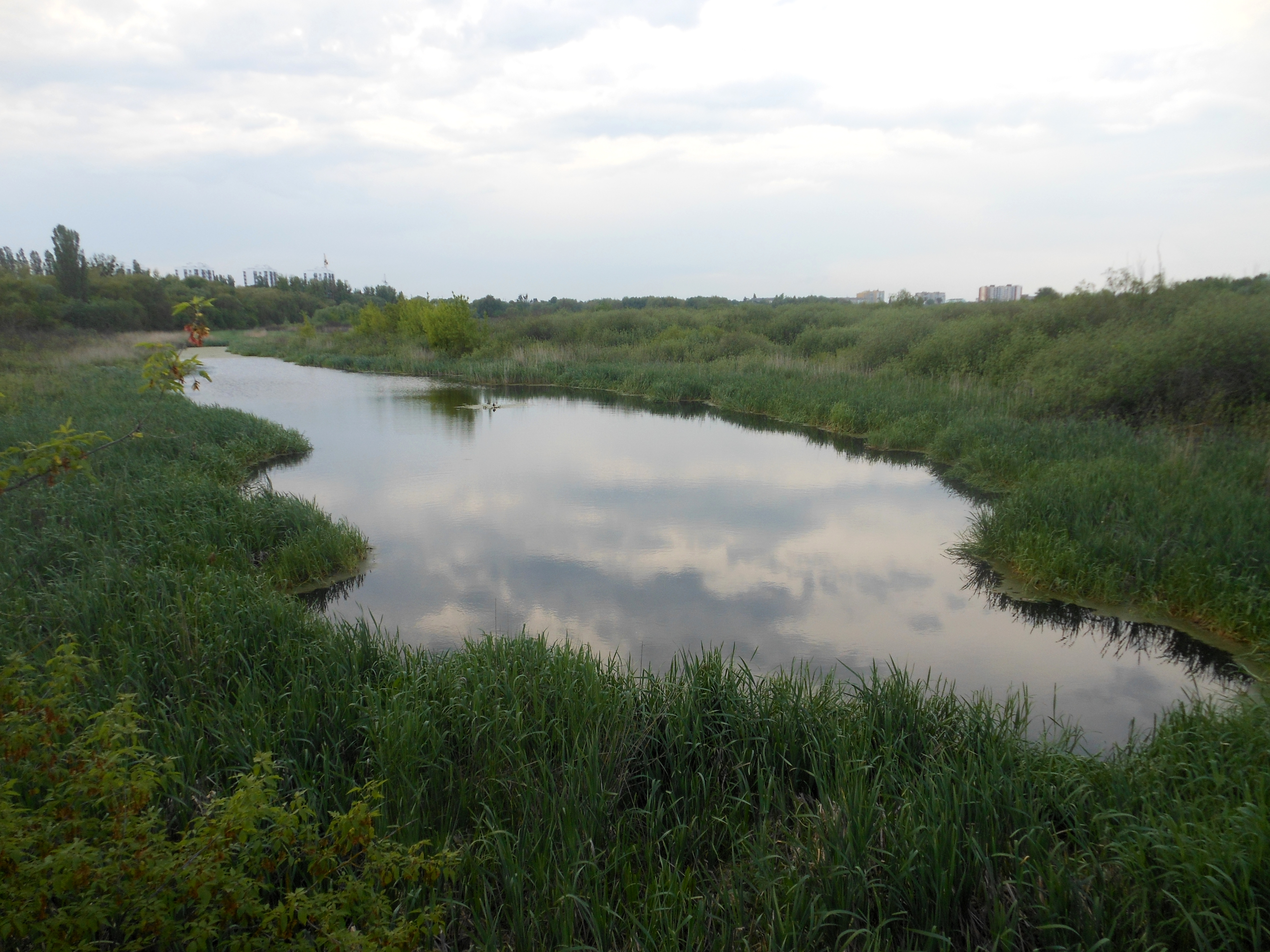
Гнідавське болото, весна 2019 р.
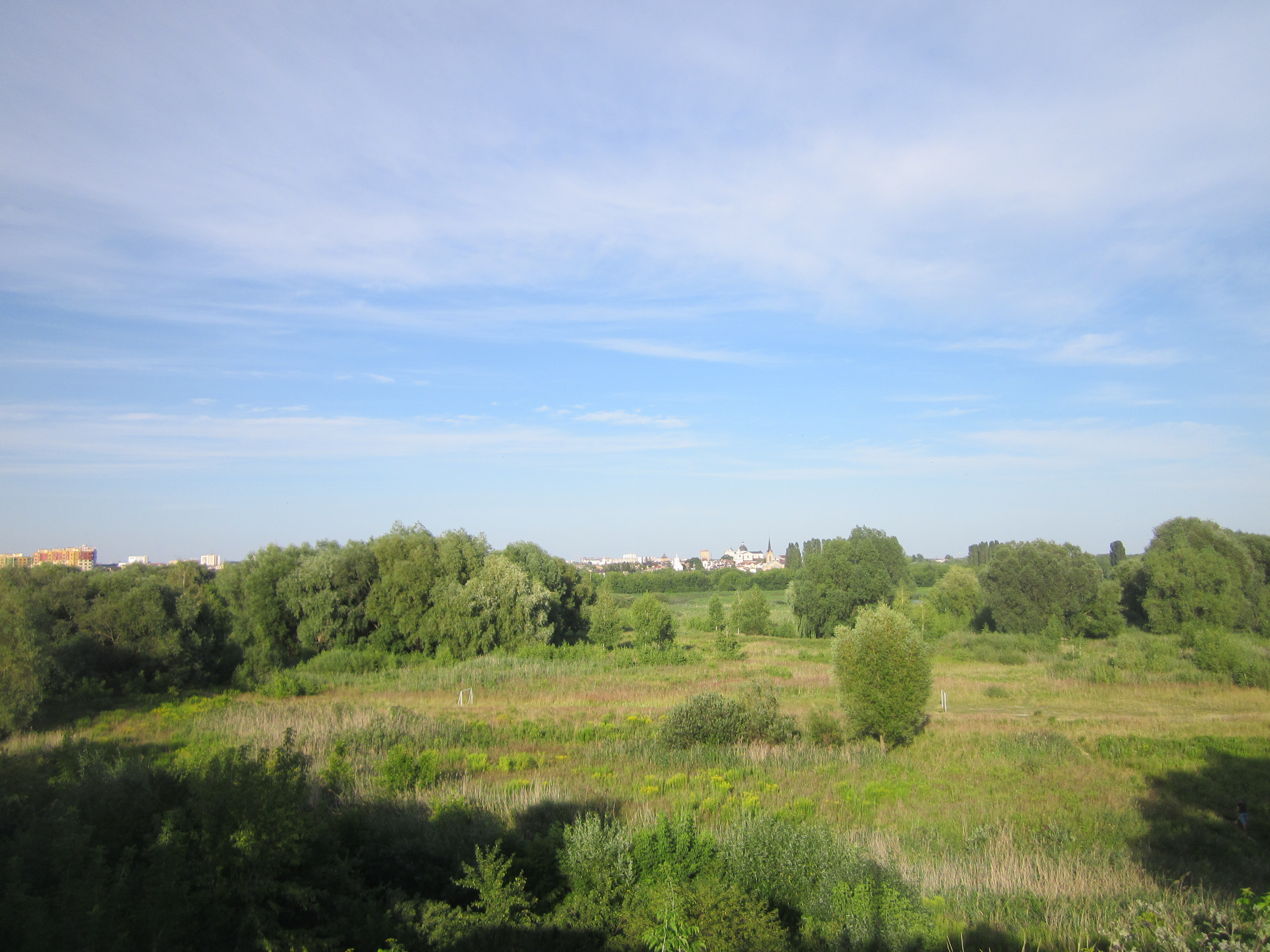
Гнідавське болото, липень 2022 р.